# Leszek Kosiński
Leszek Antoni Kosiński (ur. 13 czerwca 1929 w Warszawie, zm. 6 grudnia 2024) – polsko-kanadyjski geograf i demograf, profesor, powstaniec warszawski, sekretarz generalny IGU.

## Życiorys
Syn Jakuba Kosińskiego. W czasie wojny uczył się na tajnych kompletach w Gimnazjum Władysława Giżyckiego, należał do Szarych Szeregów, ps. „Orzeł”. Walczył w powstaniu warszawskim, m.in. jako łącznik - drużynowy w Harcerskiej Poczcie Polowej. Opuścił stolicę razem z ludnością cywilną Śródmieścia 2 października 1944 roku, był więźniem m.in. obozu Dulag 121 i Lamsdorf.
W 1947 roku ukończył Liceum im. ks Józefa Poniatowskiego.
W 1951 roku ukończył studia ekonomiczne w Szkole Głównej Planowania i Statystyki, a w 1953 roku studia filozoficzne i historyczne na Uniwersytecie Warszawskim, w 1958 roku obronił pracę doktorską w Instytucie Geografii Polskiej Akademii Nauk, w 1963 roku habilitował się. W latach 1954–1967 był zatrudniony w Instytucie Geografii PAN. Od 1967 roku przebywał za granicą w USA i Kanadzie. Wykładał m.in. w Berkeley, na Uniwersytecie Stanu Pensylwania i Uniwersytecie Alberty w Kanadzie. Od 1994 roku mieszkał wraz z żoną w Paryżu, a od 2003 roku w Podkowie Leśnej.
Został pochowany na cmentarzu w Podkowie Leśnej. 

## Wybrane publikacje
- Leszek Kosiński, Obraz demograficzny Europy, PWN, Warszawa 1966
- Leszek Kosiński, Geografia ludności, PWN, Warszawa 1967

## Odznaczenia i wyróżnienia
- Tytuł „Laureat d’Honneur” Międzynarodowej Unii Geograficznej[5][6]
- Krzyż Armii Krajowej[5][6]
- Krzyż Kawalerski Orderu Odrodzenia Polski[5][6]